# TV Paraná Turismo
TV Paraná Turismo é uma emissora de televisão brasileira sediada em Curitiba, capital do Estado do Paraná. Opera no canal 9 (36 UHF digital). Tem caráter educativo e público e faz parte da Rede Paraná Educativa, órgão do Governo do Estado do Paraná.

## História
Durante o governo de Roberto Requião, a Paraná Educativa teve sua programação modificada e passou a transmitir conteúdo político do próprio governo, o que gerou diversas ações contra o governador.
Em fevereiro de 2010, a emissora teve a concessão renovada por mais 15 anos.
Em 2011, no governo Beto Richa, a TV passou a se chamar E-Paraná e voltou a transmitir a TV Cultura de São Paulo e posteriormente, alguns programas da TV Brasil. No governo Beto Richa a emissora passou por uma reformulação para sair do estado de sucateamento, com projetos de expansão de sinal para 100% do estado do Paraná.[carece de fontes?]
Na segunda quinzena de julho de 2018, durante a gestão de Cida Borghetti, voltou a se chamar Paraná Educativa, formando uma rede com outras mídias que faziam parte do grupo. A partir do início do governo de Ratinho Jr., em janeiro de 2019, a TV Paraná Educativa teve sua programação local suspensa e passou a repetir somente a programação da TV Cultura. Foi iniciado um processo de reformulação na emissora, com a dispensa de metade dos 175 funcionários com previsão de economia de até 4,2 milhões de reais.
Em maio de 2019, foi anunciado que a emissora passaria a se chamar TV Paraná Turismo, lançando novos programas com dicas de viagens, fauna, pescaria e agroturismo. A emissora iniciou com sete horas semanais de programação local, mas com a intenção de fechar o ano com até quatro horas na grade diária. A estreia oficial ocorreu às 20h de 14 de maio, também no mesmo dia a emissora deixou de repetir a TV Brasil.
Em 26 de maio de 2021, a TV Cultura anunciou que encerrou a parceria com o Governo do Paraná (retomada desde 2011). Desta feita, a programação da TV não mais contará com os programas gerados pela TV paulista. Com isso a emissora voltou a exibir alguns programas da TV Brasil.
Em 22 de maio de 2024, a emissora deixou de transmitir sua programação em HDTV para os proprietários de antenas parabólicas apontadas para o satélite SKY Brasil 1 e reverteu o sinal para o padrão SDTV, resultando em menor qualidade de vídeo. Essa alteração foi implementada pela plataforma Nova Parabólica.
No dia 28 de julho de 2025, deixou de transmitir pela segunda vez a TV Brasil e passou a apostar em uma programação totalmente independente. A emissora anunciou a decisão em junho sendo motivada pela expansão de seu sinal pelo Paraná, rescindindo o contrato com a EBC de maneira amigável.